# Kirsten Vaupel
Kirsten Vaupel, född 31 oktober 1944 i Stockholm, är en dansk operasångare. 
Vaupel studerade vid Musikkonservatoriet i Wien 1964–1968. Hon scendebuterede som Susanna i Figaros bröllop på Copenhagen Summer Festival. Hon har därefter varit engagerad vid Odense Teater och den Jyske Opera. Tillsammans med Lise-Lotte Norup och Kirsten Siggaard bildade hon gruppen Swing Sisters 1992.

## Filmografi (urval)
- 1961 – Flemming på kostskole
- 1962 – Prinsesse for en dag
- 1970 – Huset på Christianshavn
- 1975 – Trollflöjten
- 1998 – Idioterne
- 1999 – Mifunes sidste sang